# Системна сімейна терапія
Системна сімейна терапія — одна з наймолодших психотерапевтичних шкіл, що розвиваються в даний час. Цей підхід виник після Другої світової війни, він розвивався в тісній співпраці з кібернетикою, і в цьому його суттєва відмінність від інших психотерапевтичних підходів. Людина при цьому підході не є об'єктом впливу і клієнтом. Клієнтом є вся сім'я, вся сімейна система, саме вона - об'єкт психотерапевтичного впливу.
Це психотерапевтичний напрям, що розглядає системні зв'язки і міжособистісні відносини в групі як підстави для постановки діагнозу і терапії психічних розладів і міжособистісних конфліктів. Дана форма терапії та її ефективність науково визнані в Німеччині. В Австрії та Швейцарії визнання відбулося вже в 1990-і роки.
На схожих з системної терапії теоретичних положеннях ґрунтуються такі нетерапевтичні напрямки - соціальна робота, системний консалтинг, системний коучинг.

## Історія
На відміну від класичних психоаналітичних шкіл, у кожної з яких був один центр і засновник (Фрейд, Адлер, Юнг, Франкл), системної терапії притаманні кілька центрів і засновників. Основою системного підходу вважаються загальна теорія систем і конструктивізм (див. Ернст фон Глазерсфельд як засновник радикального конструктивізму).
Біолог Людвиг фон Берталанфі, засновник загальної теорії систем, шукав універсально застосовну до різних систем модель і розробив для цього метатеорію. Його точка зору базувалася на спостереженнях загальних закономірностей і їх принципових підстав. Система по Берталанфі - це єдність, що складається з елементів, що представляє собою щось набагато більше, ніж просто їх сума. Елементи взаємодіють як між собою, так і з іншими системами.
Сімейно-терапевтичне мислення почало розвиватися в 70-х рр. XX ст., Спираючись на нові наукові галузі: кібернетику і теорію систем. З плином часу відокремилися один від одного методологічний підхід і основні припущення, що дозволило розмежувати кілька шкіл: структурну і стратегічну сімейну терапію, а також між поколіннями сімейна терапія (Міланська модель, Гейдельберзькому школа), наративні (розповідні) підходи (Майкл Вайт, Гарольд А. Гулішіан), сімейну скульптуру (Вірджинія Сатир), інтегровану сімейну терапію (Ханс-Вернер Гессманн - Психотерапевтичний Інститут Бергерхаузен - м Дуйсбург) і підходи, орієнтовані на рішення (милуокского школа).
Основні гіпотези останніх десятиліть XX ст. (теорія подвійного зв'язку Грегорі Бейтсона і Пауля Вацлавіка; первісна ідентифікація сім'ї та системи) зберігали свій вплив тільки на початковій стадії розвитку системної терапії. Зараз системні терапевти визнають їх застарілими. На даний момент теорія знаходиться під сильним впливом біологічної теорії систем чилійських вчених Матурана та Варела, яка потім була розширена і посилена за рахунок соціологічної теорії систем Ніколаса Лумана.

## Розвиток теорії
Основи системної терапії базуються на роботах Грегорі Бейтсон (модель подвійного зв'язку), філософії радикального конструктивізму (Хайнц фон Ферстер, Ернст фон Глазерфельд), роботах Пола Вацлавік і підходах Стіва де Шазера, як засновника орієнтованого на рішення підходу. Починаючи з 90-х рр. XX ст. можна також простежити вплив біологічної теорії систем Умберто Матурана (основна праця: «Древо пізнання») і соціологічно-комунікативної системної теорії Нікласа Лумана (основна праця: «Соціальні системи»).

## Терапевтичний підхід
Представляє собою подальший розвиток сімейної терапії, даний підхід розглядає сімейну систему або організаційну систему в якості ресурсу, на основі якого можуть розвиватися як здатності і сильні сторони, так і поведінкові розлади окремо взятого члена системи. Якщо член групи проявляє психічні або поведінкові розлади, то він розглядається як носій симптому всієї системи. Це може проявлятися, наприклад, в типових особистісних конфліктах з партнером або в повторюваних проблеми з клієнтами або колегами.
Подальший розвиток системної терапії на даний момент знаменується відсутністю чіткого вчення про розладах, наприклад, діагностика «розладів» або навіть «психічних захворювань» разом з традиційними психопатологічними концепціями в основному відхиляється як неадекватна. З одного боку, це веде до терапевтичної близькості до орієнтованим на рішення підходам, і одночасно може бути найбільшим, з працею переборним розбіжністю з основними напрямками психотерапії і самосвідомістю німецької системи охорони здоров'я, яка працює, в значній мірі орієнтуючись на захворювання, а в теоретичному плані орієнтована на бихевиористський або психоаналітичний підхід. Соціальні або психічні відхилення позначаються не як «хвороба» або «патологія», а як принципово зрозуміла реакція на проблеми або вимоги, які самі можуть бути проблемними.

## Дослідження і міжнародне визнання
Системна (сімейна) терапія визнана в США і більшості європейських країн (Фінляндії, Італії, Польщі, Швейцарії, Угорщини та Великої Британії) на державному рівні як терапевтичний метод. В Австрії визнання відбулося після ретельного дослідження, проведеного Федеральним міністерством охорони здоров'я в 1993 р
14 грудня 2008 р Науково-консультативна рада психотерапії ухвалив вважати системну терапію науково визнаної в Німеччині. Незадовго до цього дві провідні організації «Німецьке товариство системної та сімейної терапії» (DGSF) і «Системне суспільство» (SG) надали Науково-консультативної ради психотерапії результати спільного дослідження, метою якого була допомога в офіційному визнанні даного терапевтичного напрямку в Німеччині. Близько 80 рандомізованих і контрольованих досліджень змогли підтвердити, що системна і сімейна терапія являє собою ефективний і економічний метод психотерапії, що володіє дуже хорошим довгостроковим ефектом. Рік по тому, в грудні 2009 р, була дозволена підготовка фахівців в області системної психотерапії дорослих. З листопада 2010 відкрилося перше напрям підготовки за спеціальністю «Дитяча та юнацька психотерапія» в області системної терапії.

## Критика
В основному системну психотерапію критикують за те, що вона, на відміну, наприклад, від психоаналізу, не має ні широко визнаною теорією про психіці, ні широко визнаною патологічної концепцією, ні певної теорією про розладах. Тому слід зазначити, що методи системної терапії, незважаючи на їх ефективність, найчастіше мають еклектичним характером. Крім того, існує кілька провідних організацій системної терапії, і погляди навчальних закладів з даного питання не завжди збігаються.